# Lassana Coulibaly
Lassana Coulibaly (Bamako, 10 de abril de 1996) é um futebolista profissional malinês que atua como meia.

## Carreira
Lassana Coulibaly representou o elenco da Seleção Malinesa de Futebol no Campeonato Africano das Nações de 2017.